# Tiên Lập
Tiên Lập là một xã thuộc huyện Tiên Phước, tỉnh Quảng Nam, Việt Nam.
Xã Tiên Lập có diện tích 25,13 km², dân số năm 1999 là 2767 người, mật độ dân số đạt 110 người/km².